# Cmentarz Powstańców Warszawy w Powsinie
Cmentarz Powstańców Warszawy w Powsinie – nekropolia znajdująca się w Powsinie, w warszawskiej dzielnicy Wilanów, przy ul. Przyczółkowej.

## Opis
Cmentarz ma kształt prostokąta i rozciąga się wzdłuż osi zbliżonej do kierunku wschód-zachód. Jest planowo otoczony roślinnością. Wejście na cmentarz znajduje się przy ul. Przyczółkowej, skąd w głąb cmentarza prowadzi alejka, na końcu której znajduje się zbiorowa mogiła 62 znanych z nazwiska i nieznanej liczby niezidentyfikowanych powstańców warszawskich poległych w okolicach w 1944. Nad mogiłą wznosi się wysoki kamienny krzyż, obok którego znajdują się tablice z nazwiskami zidentyfikowanych poległych.
W 1996 cmentarz został wpisany do rejestru zabytków.